# بير ماغنوس يوهانسون
بير ماغنوس يوهانسون (بالسويدية: Per Magnus Johansson)‏ هو عالم نفس سويدي، ولد في 28 سبتمبر 1950 في غوتنبرغ في السويد.